# خاویر وبر
کارلوس خاویر وبر (به انگلیسی: Carlos Javier Weber) (زاده ۶ ژانویه ۱۹۶۶ در بوئنوس آیرس) مربی والیبال اهل آرژانتین، که عضو سابق تیم ملی والیبال آرژانتین بود. او با تیم ملی آرژانیتن مدال برنز بازی‌های المپیک تابستانی ۱۹۸۸ را به دست‌آورد. وبر از سال ۲۰۰۸ تا ۲۰۱۳ سرمربی تیم ملی والیبال آرژانتین بود. او در مدت پنج سال حضورش به عنوان سرمربی تیم ملی آرژانتین به عناوینی نظیر مقام نهم قهرمانی والیبال جهان ۲۰۱۰، مقام پنجم المپیک ۲۰۱۲ لندن و عنوان تاریخی چهارمی لیگ جهانی ۲۰۱۱ رسید.